# Frédéric Quiring
Pour les articles homonymes, voir Quiring.
Frédéric Quiring est un acteur, réalisateur et scénariste français.

## Biographie
Frédéric Quiring est passé par les cours Florent de Paris. En 1991, il débute au cinéma dans Pour Sacha d'Alexandre Arcady aux côtés de Sophie Marceau et Richard Berry.
Il joue dans Olivier, Olivier (1992) de la réalisatrice polonaise Agnieszka Holland et N'oublie pas que tu vas mourir (1995) de Xavier Beauvois, 
Au théâtre, Frédéric Quiring a été nommé aux Molières en 1999 dans la catégorie « révélation théâtrale » pour la pièce Pâte feuilletée d'Alain Stern mise en scène par Didier Long. Il a travaillé avec Bernard Murat et Charles Berling et interprété le rôle de Joshua dans le monologue La Nuit des oliviers (2005) d'Éric-Emmanuel Schmitt au Théâtre Montparnasse, dans une mise en scène de Christophe Lidon.
On le voit dans Un pull par-dessus l'autre (1993), Le Vent de l'oubli (1996) et Commissaire Moulin (1998). Dans les années 2000, ses rôles gagnent sensiblement en importance, comme en témoignent ses prestations dans Femmes de loi (2001) Madame Le Proviseur (2002) et Monsieur Molina (2005). Mais surtout, et ce de 2006 à 2010, Il apparaît également dans des téléfilms et séries télévisées. Il a interprété le rôle du docteur Patrick Cavo dans la série Équipe médicale d'urgence . Il s'agit de son premier personnage important qui lui permet d'obtenir, par la suite, des rôles notables dans les séries  Des soucis et des hommes (2012), R.I.S. Police scientifique (2013) ou encore Odysseus (2014).
Le comédien se glisse dans la peau de Nicolas Sarkozy dans H.B. Human Bomb (2007) et du duc d'Anjou dans La Dame de Monsoreau (2008).
Il réalise son premier film pour le cinéma, la comédie Sales Gosses, qui sort dans les salles françaises en juillet 2017. Un an plus tard, il révèle son deuxième film  Ma reum avec Audrey Lamy dans le rôle-titre. En 2022, Frédéric Quiring réalise La Très Très Grande Classe, avec Melha Bedia, Audrey Fleurot et François Berléand. L'année suivante, sa quatrième comédie, Notre tout petit petit mariage, sort le 26 avril 2023.

## Filmographie

### Acteur

#### Cinéma

##### Longs métrages
- 1991 : Pour Sacha d'Alexandre Arcady : Michel
- 1992 : Olivier, Olivier d'Agnieszka Holland: Marcel
- 1994 : Personne ne m'aime de Marion Vernoux : Didier
- 1995 : N'oublie pas que tu vas mourir de Xavier Beauvois
- 1995 : Le Plus Bel Âge de Didier Haudepin : Patrick
- 1996 : Coup de vice de Patrick Levy : Raf
- 1998 : Petits désordres amoureux de Olivier Péray : Alvarez
- 1999 : Merci mon chien de Philippe Galland : Maître Abitbol
- 1999 : La vie de me fait pas peur de Noémie Lvovsky
- 2000 : Merci pour le geste de Claude Faraldo : Pierrot
- 2000 : Scènes de crimes de Frédéric Schoendoerffer : Le flic de Montpellier
- 2005 : Au suivant ! de Jeanne Biras : le producteur
- 2006 : Avril de Gérald Hustache-Mathieu : le père adoptif de David
- 2008 : Tu peux garder un secret ? d'Alexandre Arcady : Christophe
- 2010 : Poupoupidou de Gérald Hustache-Mathieu : Clément Leprince
- 2019 : Toute ressemblance de Michel Denisot

##### Courts-métrages
- 1996 : Autre chose à foutre qu'aimer de Carole Giacobbi : Xavier
- 2003 : Le pays des ours de Jean-Baptiste Léonetti : le commercial
- 2012 : Lapse de Gilles Guerraz : l'homme mystérieux
- 2013 : Coup de grâce de Justin Wu : le barbier (voix)
- 2013 : Une idée en l'air de Daniel Le Bras

#### Télévision

##### Séries télévisées
- 1991 : Navarro
- 1992 : Les Cinq Dernières Minutes : Justin
- 1996 : Regards d'enfance : Francis
- 1996 : Combats de femme : Julien
- 1997 : Le Juste de Franck Appréderis : Milos
- 1997-1998 : Un et un font six : L'inspecteur et le flic
- 1998 : Commissaire Moulin : Lieutenant Fouchet
- 1999-2002: Stress de Jérôme Boivin : Romand et Alex
- 2001 : PJ : Patrick
- 2001: Femmes de Loi : Luc de Saint Priest
- 2002 : Malone : Kandjar
- 2002 : Madame le Proviseur : Letherrier
- 2004 : Jeff et Léo, flics et jumeaux : Le capitaine Desprez
- 2005 : Monsieur Molina : Michel
- 2006 : Équipe médicale d'urgence : Dr Patrick Galvo, médecin d'urgence
- 2007 : Le Réveillon des bonnes : Albert Despréaux, fils de Mme Despréaux
- 2008-2010 : Équipe médicale d'urgence : Dr Calvo
- 2010 : Le Sang de la vigne : Eric Massip
- 2011 : Section de recherches : Olivier
- 2012 : Des soucis et des hommes : Paco Flores, chef de chantier
- 2013 : Odysseus : Thyoscos
- 2013 : RIS police scientifique : Olivier
- 2014 : Anarchy
- 2016 : Mongeville : Henri
- 2021 : HPI : Loïc Balland

##### Téléfilms
- 1992 : La Cavalière de Philippe Monnier : Rock
- 1993 : Un pull par-dessus l'autre : Le garçon de café
- 1996 : Le Vent de l'oubli de Chantal Picault : Manu
- 1996 : Belle comme Crésus de Jean-François Villemer
- 1996 : Mariage d'amour de Pascale Bailly : Julien
- 1996 : Histoires d'hommes d' Olivier Langlois : Francis
- 1998 : La Justice de Marion de Thierry Binisti : Frank
- 2001 : Une Mort pour une vie de Benoît d'Aubert : Romand
- 2001 : La Vie au grand air de François Luciani : Stéphane
- 2004 : Faites le 15 de Étienne Dhaene : Michel Salmona
- 2007 : Coupable de Philippe Monnier : Stéphane Mestrani
- 2007 : H.B. Human Bomb - Maternelle en otage de Patrick Poubel : Nicolas Sarkozy
- 2008 : La Dame de Monsoreau de Michel Hassan : Le duc d'Anjou
- 2008 : L'amour aller-retour d'Éric Civanyan : Cyril
- 2009 : Désobéir de Joël Santoni :  Le rabbin Krugger
- 2011 : L'Infiltré de Giacomo Battiato : Agent Mossad

### Réalisateur et scénariste
- 2017 : Sales Gosses
- 2018 : Ma reum
- 2022 : La Très Très Grande Classe
- 2023 : Notre tout petit petit mariage
- 2025 : Doux Jésus

## Théâtre
- 1999 : Pâte feuilletée, d'Alain Stern (nomination meilleur espoir masculin), mise en scène de Didier Long
- 2003 : La Preuve, mise en scène de Bernard Murat
- 2004 : Caligula, mise en scène de Charles Berling, au théâtre de l'Atelier
- 2005 : La Nuit des oliviers, d'Éric-Emmanuel Schmitt, au Théâtre Montparnasse, mise en scène de Christophe Lidon
- 2015 : Le Banquet d'Auteuil, de Jean-Marie Besset, mise en scène de Regis de Martrin Donos
- 2015 : Le Chant des oliviers, de Maryline Bal, mise en scène d'Anne Bouvier